# グレッグ・ワイサート
グレゴリー・R・ワイサート（Gregory R. Weissert, 1995年2月4日 - ）は、アメリカ合衆国ニューヨーク州サフォーク郡ベイショア出身のプロ野球選手（投手）。右投右打。MLBのボストン・レッドソックス所属。

## 経歴

### プロ入りとヤンキース時代
2016年のMLBドラフト18巡目（全体548位）でニューヨーク・ヤンキースから指名され、プロ入り。契約後、傘下のアパラチアンリーグのルーキー級プラスキ・ヤンキースでプロデビュー。A級チャールストン・リバードッグスでもプレーし、2球団合計で17試合に登板して0勝1敗5セーブ、防御率2.84、25奪三振を記録した。
2017年はA-級スタテンアイランド・ヤンキースでプレーし、19試合に登板して2勝2敗4セーブ、防御率4.13、34奪三振を記録した。
2018年はA級チャールストンとA+級タンパ・ターポンズでプレーし、2球団合計で36試合に登板して4勝4敗4セーブ、防御率3.12、86奪三振を記録した。
2019年はA+級タンパとAA級トレントン・サンダーでプレーし、2球団合計で39試合に登板して3勝4敗4セーブ、防御率4.02、77奪三振を記録した。
2020年は新型コロナウイルスの影響でマイナーリーグの試合が開催されなかったため、公式戦の登板は無かった。
2021年はAA級サマセット・ペイトリオッツ とAAA級スクラントン・ウィルクスバリ・レイルライダースでプレーし、2球団合計で40試合に登板して4勝3敗6セーブ、防御率1.86、60奪三振を記録した。
2022年の開幕はAAA級スクラントン・ウィルクスバリで迎えた。8月25日にメジャー契約を結んでアクティブ・ロースター入りし、同日のオークランド・アスレチックス戦でメジャーデビュー。この年メジャーでは12試合に登板して3勝0敗、防御率5.56、11奪三振を記録した。

### レッドソックス時代
2023年12月5日にアレックス・ベルドゥーゴとのトレードでリチャード・フィッツ、ニコラス・ジュダイスと共にボストン・レッドソックスへ移籍した。

## 選手としての特徴
シンカーとスライダーを使用しており、シンカーは同僚のマイケル・キングのものを見て参考にしたという。

## 詳細情報

### 年度別投手成績
| 年 度    | 球 団    | 登 板 | 先 発 | 完 投 | 完 封 | 無 四 球 | 勝 利 | 敗 戦 | セ 丨 ブ | ホ 丨 ル ド | 勝 率 | 打 者 | 投 球 回 | 被 安 打 | 被 本 塁 打 | 与 四 球 | 敬 遠 | 与 死 球 | 奪 三 振 | 暴 投 | ボ 丨 ク | 失 点 | 自 責 点 | 防 御 率 | W H I P |
| -------- | -------- | ----- | ----- | ----- | ----- | -------- | ----- | ----- | -------- | ----------- | ----- | ----- | -------- | -------- | ----------- | -------- | ----- | -------- | -------- | ----- | -------- | ----- | -------- | -------- | ------- |
| 2022     | NYY      | 12    | 0     | 0     | 0     | 0        | 3     | 0     | 0        | 2           | 1.000 | 48    | 11.1     | 6        | 1           | 5        | 0     | 2        | 11       | 0     | 1        | 7     | 7        | 5.56     | 0.97    |
| 2023     | NYY      | 17    | 0     | 0     | 0     | 0        | 0     | 0     | 0        | 2           | ----  | 87    | 20.0     | 21       | 3           | 8        | 0     | 1        | 22       | 1     | 1        | 9     | 9        | 4.05     | 1.45    |
| 2024     | BOS      | 62    | 0     | 0     | 0     | 0        | 4     | 2     | 1        | 6           | .667  | 263   | 63.1     | 65       | 7           | 20       | 4     | 0        | 58       | 2     | 0        | 32    | 22       | 3.13     | 1.34    |
| MLB：3年 | MLB：3年 | 91    | 0     | 0     | 0     | 0        | 7     | 2     | 1        | 10          | .778  | 398   | 94.2     | 92       | 11          | 33       | 4     | 3        | 91       | 3     | 2        | 48    | 38       | 3.61     | 1.32    |

- 2024年度シーズン終了時

### 年度別守備成績
| 年 度 | 球 団 | 投手（P） | 投手（P） | 投手（P） | 投手（P） | 投手（P） | 投手（P） |
| 年 度 | 球 団 | 試 合     | 刺 殺     | 補 殺     | 失 策     | 併 殺     | 守 備 率  |
| ----- | ----- | --------- | --------- | --------- | --------- | --------- | --------- |
| 2022  | NYY   | 12        | 1         | 0         | 1         | 0         | .500      |
| 2023  | NYY   | 17        | 2         | 2         | 0         | 0         | 1.000     |
| 2024  | BOS   | 62        | 4         | 7         | 0         | 1         | 1.000     |
| MLB   | MLB   | 91        | 7         | 9         | 1         | 1         | .941      |

- 2024年度シーズン終了時

### 背番号
- 85（2022年 - 2023年）
- 57（2024年 - ）